# 北維金鎮區 (北達科他州本森縣)
北維金鎮區（英語：North Viking Township）是位於美國北達科他州本森縣的一個鎮區。

## 地方資料
北維金鎮區的面積為91.07平方千米，當中陸地面積為90.67平方千米，而水域面積為0.39平方千米。根據2010年美國人口普查的數據，當地共有人口59人，而人口密度為每平方千米0.65人。